# 앤드류레보리집박쥐
앤드류레보리집박쥐(Scotophilus andrewreborii)는 애기박쥐과에 속하는 박쥐의 일종이다. 케냐의 토착종이다.

## 특징
머리부터 몸까지 몸길이는 74.9~86.5mm로 작은 박쥐이다. 전완장은 46.5~54.1mm, 꼬리 길이는 42.9~50.3, 발 크기 9~10.2mm 그리고 귀는 8.5~10.8mm이다.